# Westgate, Durham
Westgate är en by i civil parish Stanhope, i kommunen Durham i grevskapet Durham i England. Byn är belägen 9 km från Stanhope. Orten har 298 invånare (2001). Det har en kyrka, by hall och pub.